# Lago Rogoaguado
O Lago Rogoaguado é um lago da Bolívia, localizado à margem esquerda do rio Mamoré. É o mais setentrional dos lagos desse país andino.